# Vaugrigneuse
 Vaugrigneuse  es una población y comuna francesa, ubicada en la región de Isla de Francia, departamento de Essonne, en el distrito de Palaiseau y cantón de Limours.

## Demografía
| 281 | 338 | 508 | 700 | 903 | 1084 |
| Para los censos de 1962 a 1999 la población legal corresponde a la población sin duplicidades (Fuente: INSEE [Consultar]) |     |     |     |     |      |